# Fabryka Wilhelma Lürkensa w Łodzi
Fabryka Wilhelma Lürkensa – fabryka przy alei Kościuszki 35 w Łodzi.

## Historia
Budynek wybudowany w latach 1891-1909. Produkowano tu drobne wyroby, m.in. trykotowe, bawełniane wkładki do kaloszy.
Fabryka właściwie stoi przy ul. Wólczańskiej – właściciel nie chciał, aby przy promenadzie, jaką była aleja Kościuszki, stał zakład.
Na terenie działała ogromna maszyna parowa, o czym do dziś świadczy wysoki komin. Od 1974 roku w fabryce swój oddział miał Próchnik. Obecnie są tworzone plany rewitalizacji budynków fabryki oraz nadania im nowego, komercyjnego charakteru.

## Galeria

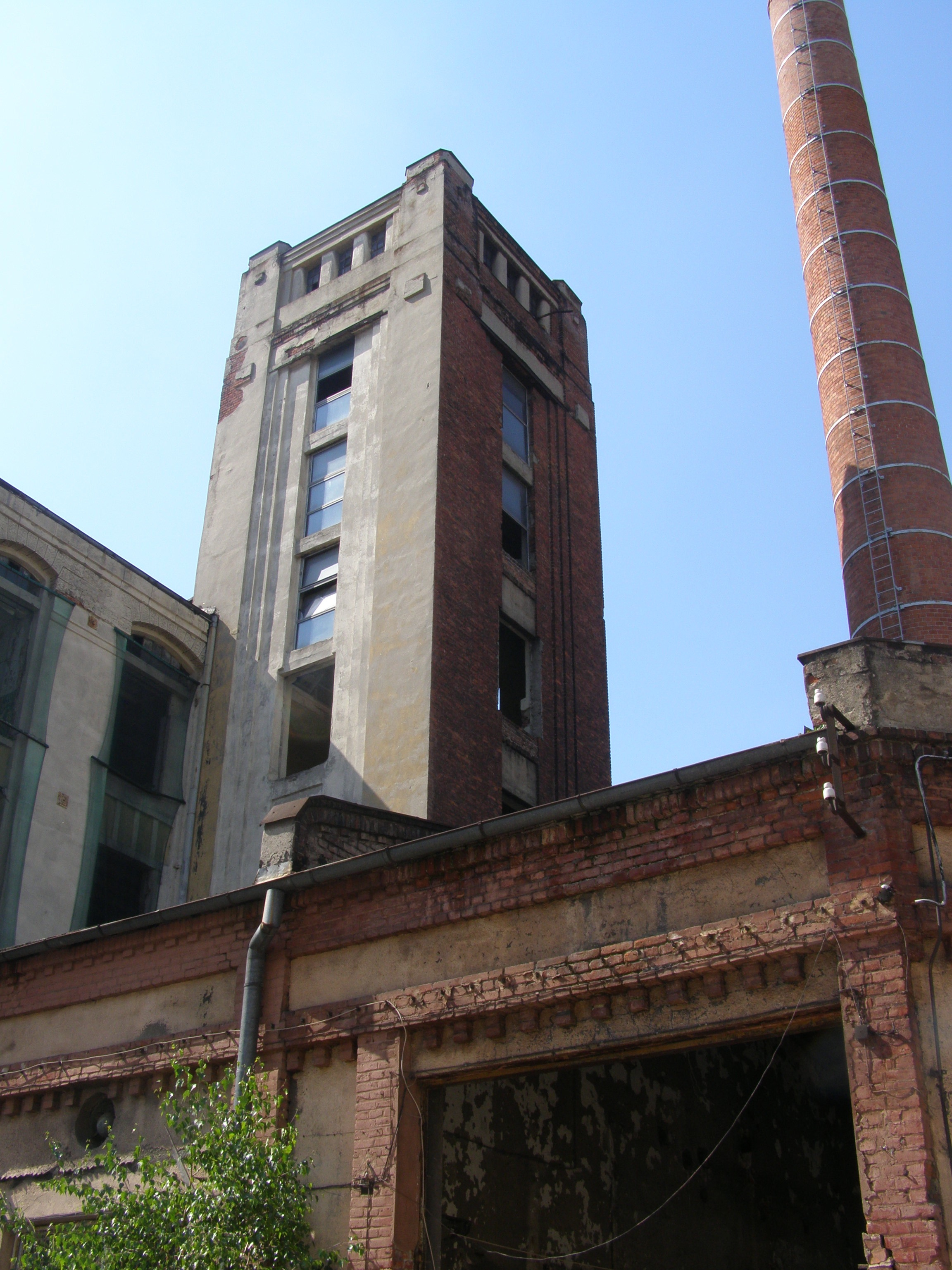
Wieża ciśnień
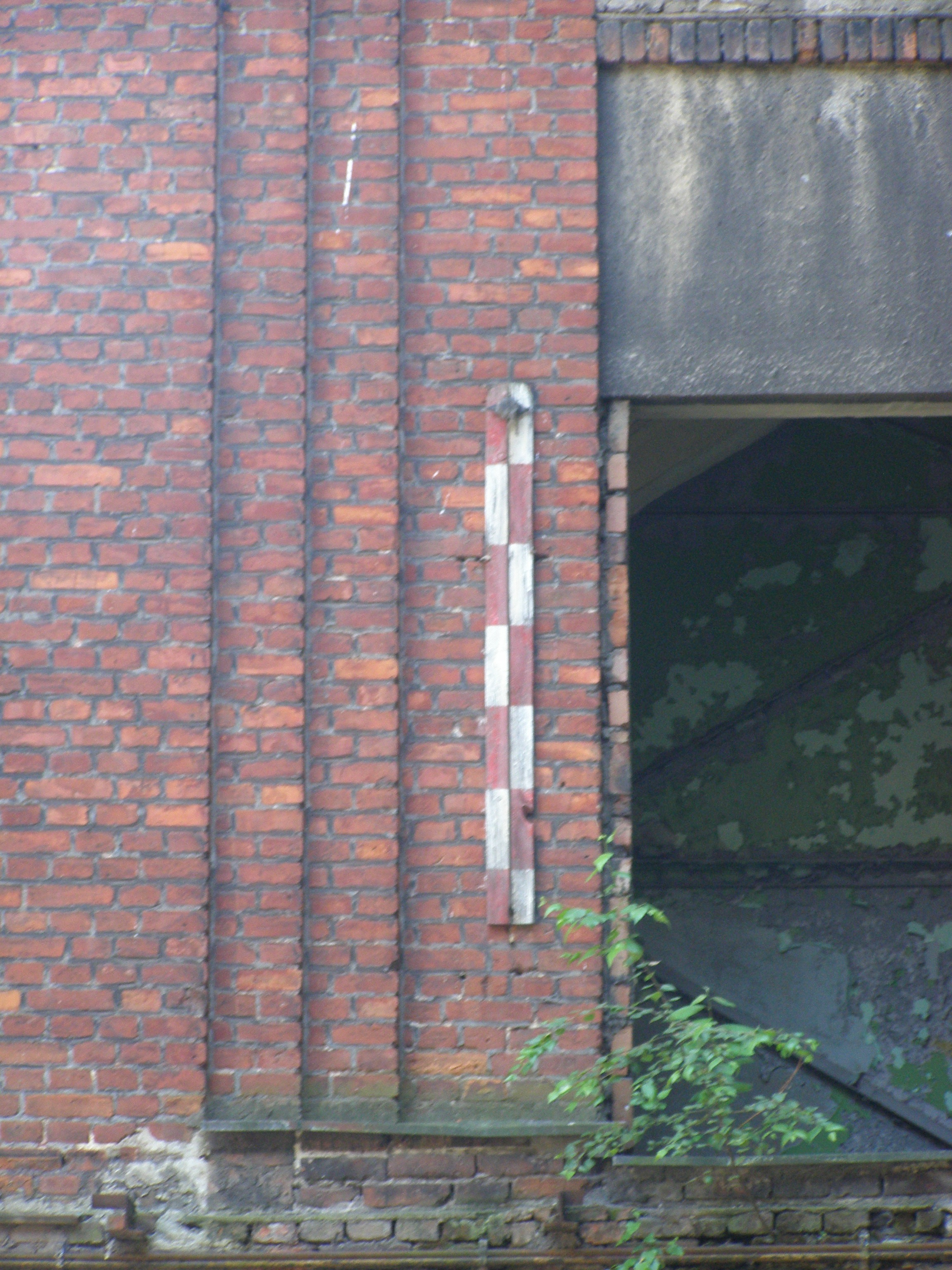
Wskaźnik poziomu wody